# Jean Cau (aviron)
Pour les articles homonymes, voir Jean Cau et Cau.
Jean Cau est un rameur français né le 27 mars 1875 à Tourcoing et mort en 1921. Il a été membre du Cercle nautique de l'Aviron de Roubaix.

## Biographie
Jean Cau dispute l'épreuve de quatre avec barreur aux côtés d'Émile Delchambre, de Henri Bouckaert, Henri Hazebrouck et Charlot aux Jeux olympiques d'été de 1900 à Paris. Les cinq Français remportent la médaille d'or.
Il remporte le titre de champion de France de quatre sans barreur aux côtés d'Henri Hazebrouck, de Émile Delchambre et d'Henri Bouckaert à Paris en aout 1900.